# 동안국
동안국(董安國, ? ~ ?)은 전한의 관료이다. 안사고는 동안국이 내사를 지냈는데, 어느 때의 인물인지는 알 수 없다고 하였다. 청나라의 학자 요진종(姚振宗)은 동적과 동일인물로, '안국'은 동적의 자로 추정하였다.

## 행적
농가 서적인 『동안국』 16편을 지었으나, 현전하지 않는다.

## 출전
- 반고, 『한서』 권30 예문지(藝文志) 안사고주(顔師古注)